# Circuito del Parque Olímpico de Pekín
El Circuito del Parque Olímpico de Pekín es un circuito urbano de la ciudad de Pekín, donde se inauguró el campeonato de Fórmula E el 13 de septiembre de 2014. La pista es de 3.44 km de longitud y cuenta con 20 curvas y chicanas y discurre en el Parque Olímpico de Pekín.

## Pódio inaugural
| Pos. | N.º | Piloto          | Equipo         | Tiempo   | Diferencia | Puntos | P. C. |
| ---- | --- | --------------- | -------------- | -------- | ---------- | ------ | ----- |
| 1    | 8   | Nicolas Prost   | e.dams-Renault | 1:42.200 |            | 25     | 25    |
| 2    | 11  | Lucas di Grassi | Audi Sport ABT | 1:42.306 | +0.106     | 18     | 18    |
| 3    | 66  | Daniel Abt      | Audi Sport ABT | 1:42.454 | +0.254     | 15     | 15    |